# Manzanillo de Jaén
Manzanillo de Jaén es una variedad secundaria de olivo propia de la provincia de Jaén (España), originaria de esta región. Concretamente, los términos municipales de Cárcheles y Campillo de Arenas por parte de la DOP Sierra Mágina y La Puerta de Segura (unas 50 hectáreas) por parte de la DOP Sierra de Segura, concentran la presencia de esta variedad. Se destina principalmente a la producción de aceite de oliva virgen extra.

## Características del aceite
Es un aceite de picor y amargor más suaves que el de la variedad picual, con un frutado intenso a aceituna verde y extensa gama de aromas.

## Protección
La IGP Aceites de Jaén recoge en su pliego esta variedad como secundaria y autóctona, amparando la producción y comercialización de aceite procedente de la variedad Manzanillo de Jaén bajo este marchamo. De la misma manera, las DOP de Sierra Mágina y de la Sierra de Segura la recogen en sus respectivos pliegos.

## Comercialización
Si bien el aceite virgen extra procedente de la variedad secundaria Manzanillo de Jaén no ha solido ser diferenciado, sino que ha servido para dar enriquecer y dar nuevos matices y aromas al aceite virgen extra procedente de la variedad dominante picual (este último mayor al 90% en la mezcla o coupage según el pliego de la DOP Sierra Mágina), desde el año 2014 la cooperativa San Roque de Carchelejo produce el aceite de oliva virgen extra monovarietal Manzanillo de Jaén, bajo la marca «Emblema».
De igual manera, la Denominación de Origen Sierra de Segura persigue desde 2016 fomentar la elaboración de aceites de oliva virgen extra a partir de la variedad manzanillo de Jaén, en la comarca de Segura. La pérdida de ejemplares y el retroceso en producción de esta variedad, quizá causado debido a su menor rentabilidad, ha impulsado a la Denominación de Origen segureña a buscar nuevas posibilidades para la variedad, ya sea en monovarietal o en coupage, en un mercado actual ávido de productos innovadores, con nuevos aromas y sensaciones.